# 윤철균
윤철균(尹轍均, 1902년 12월 18일 ~ ?)은 일제강점기와 대한민국의 법조인이다.

## 생애
경상남도 진주군 출신이다. 경성법학전문학교를 졸업하고, 전라남도의 광주지방법원에서 서기 겸 통역생으로 근무하였으며, 1931년에 조선총독부 판사로 임용되었다.
이후 1930년대 초중반에 공주지방법원 청주지청 판사와 광주지방법원 장흥지청 판사를 지냈다. 광주지법 장흥지청 판사이던 1934년을 기준으로 정7위에 서위되어 있었다. 퇴관 후에는 변호사를 개업하여 활동하였다.
태평양 전쟁 종전 후 미군정에서 다시 판사에 발탁되어 군정청 재판소의 판사를 지냈다. 부산지방법원 밀양지청 판사를 거쳐 대구고등법원 부장판사를 역임하였으며, 대한민국 제헌국회 총선 때는 경상북도 선거위원회 위원을 지내기도 했다. 1954년까지 대구고법 부장판사로 재직하였다.
2008년 민족문제연구소가 발표한 친일인명사전 수록예정자 명단 중 사법 부문에 포함되었다.

## 참고자료
- 윤철균(尹轍均) - 국사편찬위원회